# George Christian Arnold
George Christian Arnold (* 1762 in Bayreuth; † nach 1806) war ein deutscher Jurist.

## Leben
Zur Herkunft von George Christian Arnold sowie zu seiner schulischen Ausbildung liegen keine Erkenntnisse vor.
Er immatrikulierte sich am 15. April 1777 zu einem Studium der Rechtswissenschaften an der Universität Göttingen.
1783 trat er in die Dienste des Markgrafen Karl Alexander von Bayreuth, der 1791 seine Fürstentümer an Preußen abtrat, da er kinderlos war und Preußen nach seinem Tode sowieso Erbe geworden wäre. George Christian Arnold wurde 1784 zum Hofgerichts-Assessor ernannt.
Am 17. März 1795 erfolgte in Bayreuth seine Ernennung zum Regierungsrat und am 30. Dezember 1797 zum Geheimen Regierungsrat; er besetzte bis 1806 sein Amt.